# 聖埃爾布蘭
圣埃尔布兰（法語：Saint-Herblain，法語發音：[sɛ̃t‿ɛʁblɛ̃] ⓘ），法国西部城市，卢瓦尔河地区大区大西洋卢瓦尔省的一个市镇，隶属于南特区，其市镇面积为30.02平方公里，2022年1月1日时人口数量为50,561人，是该省人口第三多的市镇，在法国城市中排名第136位。
圣埃尔布兰位于大西洋卢瓦尔省中南部，省会南特市区西侧，是南特的一个近郊卫星城，也是南特都会区的组成部分，其境内建有大型商业中心和科教园，有两条有轨电车线路连接圣埃尔布兰和南特市区。

## 地名来源
“埃尔布兰”一名来源于天主教人物“安德尔的埃尔姆朗”，他曾在该地创建了一处修道院。
圣埃尔布兰所处区域历史上曾通行布列塔尼语，“Saint-Herblain”在布列塔尼语维基百科中被标记为“Sant-Ervlan”。
此外，因翻译标准不同，“Saint-Herblain”在部分汉语资料中又被译为圣埃布兰。

## 历史

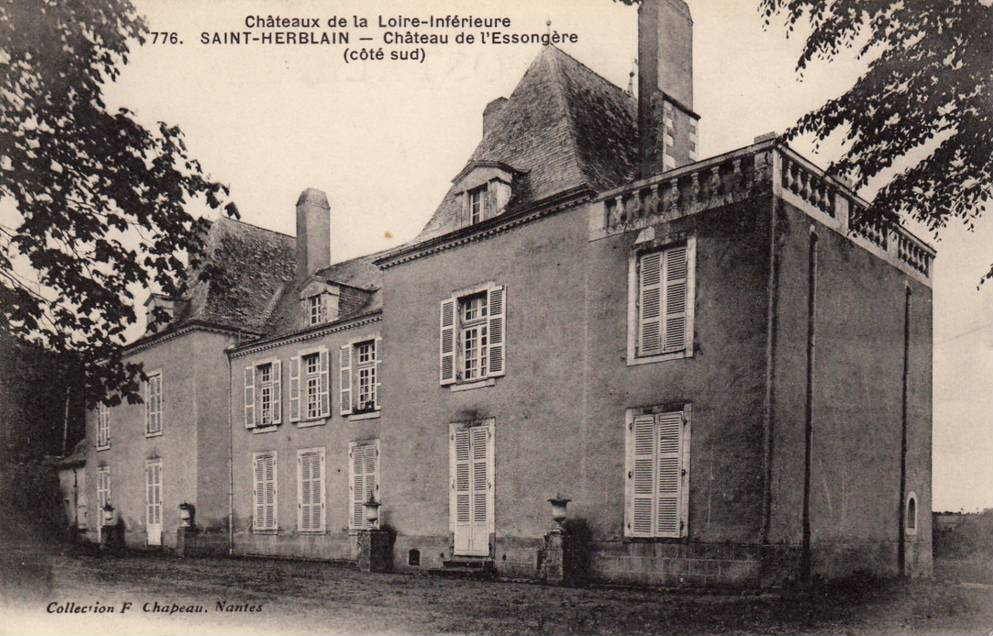
20世纪初圣埃尔布兰境内的一处私人庄园

根据当地官方网站的论述，圣埃尔布兰所处区域最初在距今约六千年就已出现人类活动遗迹，其城市则起源于公元七世纪时道士埃尔姆朗所建的一处修道院。中世纪时，圣埃尔布兰长期为一处普通农业村落，米斯家族（Famille de Musse）曾在此建有宅邸。公元17至18世纪间，随着对外贸易的发展，一些来自爱尔兰的贵族在圣埃尔布兰定居或购置宅院。法国大革命后，圣埃尔布兰成为下卢瓦尔省（1957年更名为“大西洋卢瓦尔省”）的一个市镇。工业革命期间，圣埃尔布兰出现了多处工厂，当地人口数量亦有增加。1943年9月，受南特大轰炸波及，圣埃尔布兰境内包括教堂在内的多处建筑被破坏。二战后，得益于南特的城市扩张，圣埃尔布兰境内出现了现代工业园及集中式居民区，成为南特的一个近郊卫星城，当地人口数量快速增加。途径圣埃尔布兰的南特有轨电车1号线西段延长线和南特有轨电车3号线北部延长线分别于2000年和2009年建成运营。

## 地理

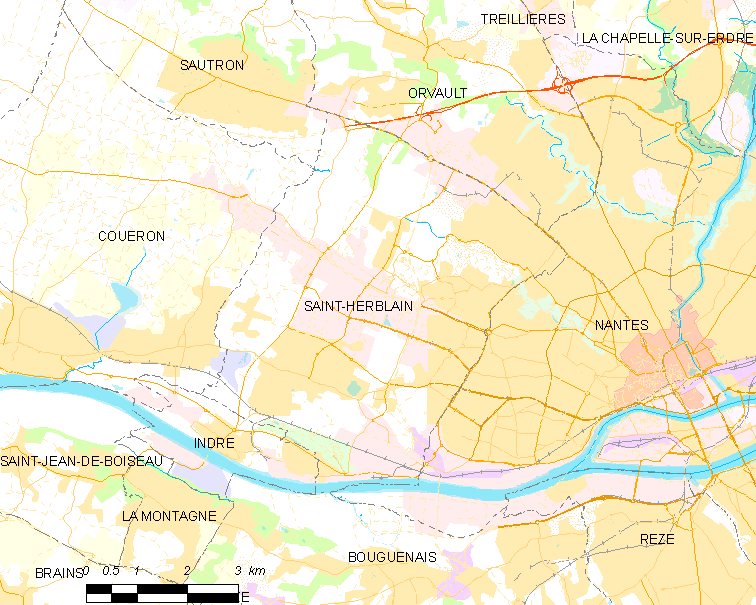
圣埃尔布兰市镇范围地图

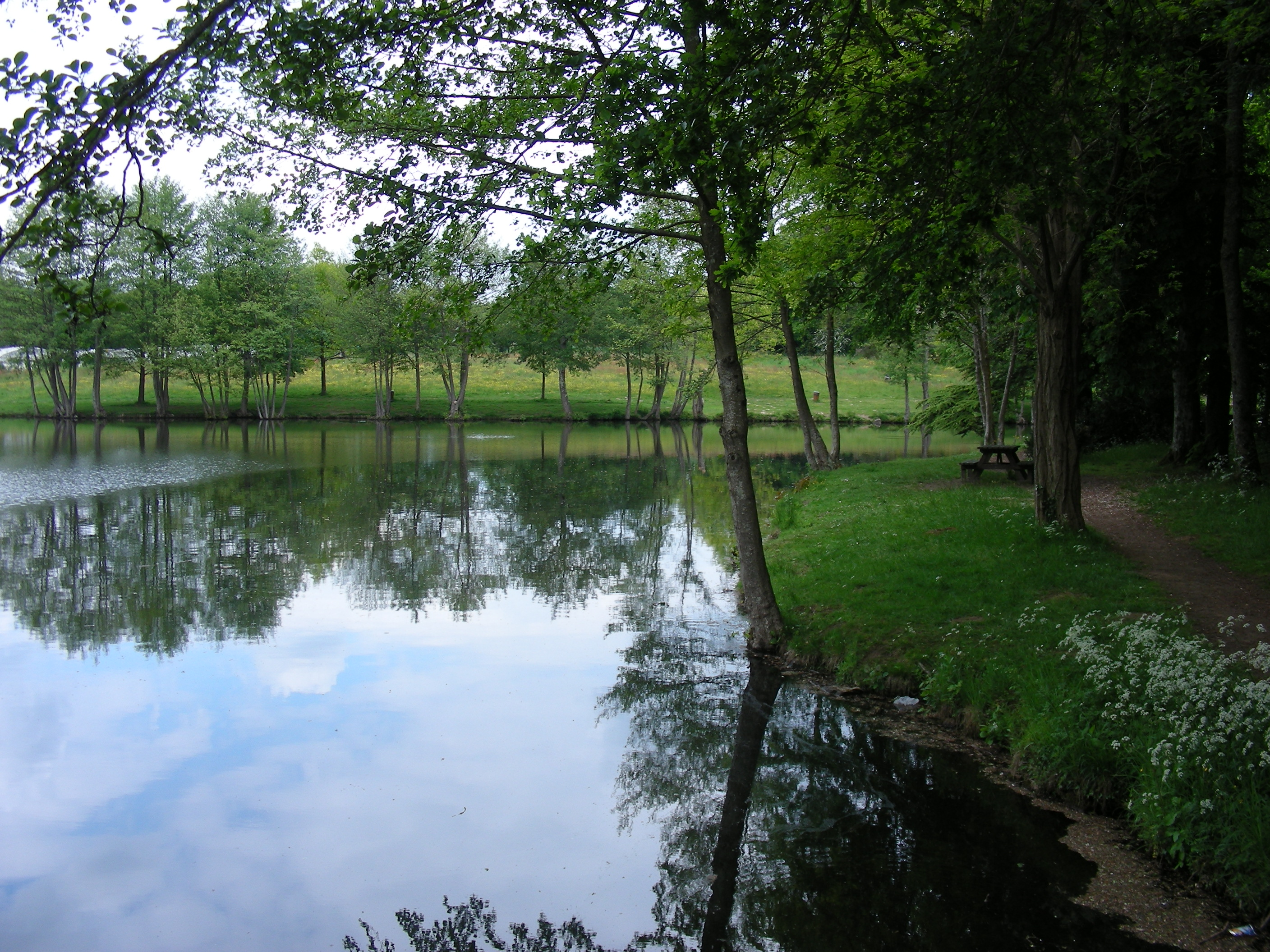
古尔讷里公园内的一处湖泊

圣埃尔布兰位于法国西部，卢瓦尔河地区大区西部和大西洋卢瓦尔省中南部，距离省会南特大约9公里。与圣埃尔布兰接壤的市镇包括：南特、安德尔、库埃龙、索特龙和奧爾沃。

### 地形
圣埃尔布兰位于阿摩里卡丘陵南侧，其地表多被沉积物覆盖，境内以平原为主，市镇中心地势较为平坦，北侧略有起伏，全境海拔在1到64米之间。

### 水文
卢瓦尔河干流自东向西流经圣埃尔布兰市镇南界；谢济讷河（La Chézine）则自西向东流经镇中心。圣埃尔布兰境内原有一处采石场，其废弃后产生的矿坑被水填满成为一处湖泊。此外圣埃尔布兰亚特兰蒂斯商业中心附近亦有一处湖泊。

### 植被
圣埃尔布兰属于温带阔叶混交林区，布尔戈尼耶尔公园（Parc de la Bourgonnière）、古尔讷里公园（Parc de la Gournerie）和贝格赖西耶尔公园（Parc de la Bégraisière）是当地主要绿地公园。
在鲜花城市的评比中，圣埃尔布兰暂未被评级。

### 气候
圣埃尔布兰在柯本气候分类法中属于温带海洋性气候，全年温差较小，降水分布均匀。
距离圣埃尔布兰最近的常年气象站为位于布格奈境内的南特机场气象站，以下为该气象站的数据：
| 布格奈-南特机场 1981年－2019年 | 布格奈-南特机场 1981年－2019年 | 布格奈-南特机场 1981年－2019年 | 布格奈-南特机场 1981年－2019年 | 布格奈-南特机场 1981年－2019年 | 布格奈-南特机场 1981年－2019年 | 布格奈-南特机场 1981年－2019年 | 布格奈-南特机场 1981年－2019年 | 布格奈-南特机场 1981年－2019年 | 布格奈-南特机场 1981年－2019年 | 布格奈-南特机场 1981年－2019年 | 布格奈-南特机场 1981年－2019年 | 布格奈-南特机场 1981年－2019年 | 布格奈-南特机场 1981年－2019年 |
| 月份                           | 1月                            | 2月                            | 3月                            | 4月                            | 5月                            | 6月                            | 7月                            | 8月                            | 9月                            | 10月                           | 11月                           | 12月                           | 全年                           |
| ------------------------------ | ------------------------------ | ------------------------------ | ------------------------------ | ------------------------------ | ------------------------------ | ------------------------------ | ------------------------------ | ------------------------------ | ------------------------------ | ------------------------------ | ------------------------------ | ------------------------------ | ------------------------------ |
| 历史最高温 °C（°F）            | 18.2 (64.8)                    | 22.6 (72.7)                    | 23.8 (74.8)                    | 28.3 (82.9)                    | 32.8 (91.0)                    | 38.6 (101.5)                   | 40.3 (104.5)                   | 39.2 (102.6)                   | 34.3 (93.7)                    | 30.2 (86.4)                    | 21.8 (71.2)                    | 18.4 (65.1)                    | 40.3 (104.5)                   |
| 平均高温 °C（°F）              | 9 (48)                         | 9.9 (49.8)                     | 13 (55)                        | 15.5 (59.9)                    | 19.2 (66.6)                    | 22.7 (72.9)                    | 24.8 (76.6)                    | 25 (77)                        | 22.1 (71.8)                    | 17.5 (63.5)                    | 12.4 (54.3)                    | 9.3 (48.7)                     | 16.7 (62.1)                    |
| 日均气温 °C（°F）              | 6 (43)                         | 6.4 (43.5)                     | 8.9 (48.0)                     | 11 (52)                        | 14.5 (58.1)                    | 17.6 (63.7)                    | 19.6 (67.3)                    | 19.6 (67.3)                    | 17 (63)                        | 13.5 (56.3)                    | 9 (48)                         | 6.3 (43.3)                     | 12.5 (54.5)                    |
| 平均低温 °C（°F）              | 3.1 (37.6)                     | 2.9 (37.2)                     | 4.8 (40.6)                     | 6.4 (43.5)                     | 9.9 (49.8)                     | 12.6 (54.7)                    | 14.4 (57.9)                    | 14.2 (57.6)                    | 11.9 (53.4)                    | 9.4 (48.9)                     | 5.7 (42.3)                     | 3.4 (38.1)                     | 8.2 (46.8)                     |
| 历史最低温 °C（°F）            | −13 (9)                        | −15.6 (3.9)                    | −9.6 (14.7)                    | −3 (27)                        | −1.5 (29.3)                    | 3.8 (38.8)                     | 5.8 (42.4)                     | 5.6 (42.1)                     | 2.8 (37.0)                     | −3.3 (26.1)                    | −6.8 (19.8)                    | −10.8 (12.6)                   | −15.6 (3.9)                    |
| 平均降水量 mm（）              | 86.4 (3.40)                    | 69 (2.7)                       | 60.9 (2.40)                    | 61.4 (2.42)                    | 66.2 (2.61)                    | 43.4 (1.71)                    | 45.9 (1.81)                    | 44.1 (1.74)                    | 62.9 (2.48)                    | 92.8 (3.65)                    | 89.7 (3.53)                    | 96.8 (3.81)                    | 819.5 (32.26)                  |
| 月均日照時數                   | 73.2                           | 97.3                           | 141.3                          | 169.8                          | 189                            | 206.5                          | 213.7                          | 226.8                          | 193.8                          | 118.2                          | 85.8                           | 76.1                           | 1,791.5                        |
| 来源：infoclimat.fr            |                                |                                |                                |                                |                                |                                |                                |                                |                                |                                |                                |                                |                                |

## 行政区划
圣埃尔布兰的市镇编号为44162，邮政编号为44800。
在行政管理方面，圣埃尔布兰隶属于法国卢瓦尔河地区大区大西洋卢瓦尔省南特区；在地方选举方面，圣埃尔布兰是圣埃尔布兰第一县和圣埃尔布兰第二县的中央投票站；在社会管理方面，圣埃尔布兰是南特都会区的组成部分。
截至2023年11月，圣埃尔布兰市镇范围内的美景（Bellevue）和布列塔尼谷（Le Sillon De Bretagne）两个区域为城市政策优先街区。圣埃尔布兰市镇被当地政府划为城关（Bourg）、中心（Centre）、东（Est）和北（Nord）四个街区。
法国国家统计与经济研究所（简称）在进行数据统计时，将圣埃尔布兰及相邻的另外23个市镇设为南特城市核心区（2020年调整至共22个），并将包括核心区在内的周边共108个市镇划为南特城市区。自2020年起，南特城市区被包含116个市镇的南特城市辐射区代替。此外，还将圣埃尔布兰市镇分为了28个“块区”（IRIS），以便于统计人口分布情况。

## 交通

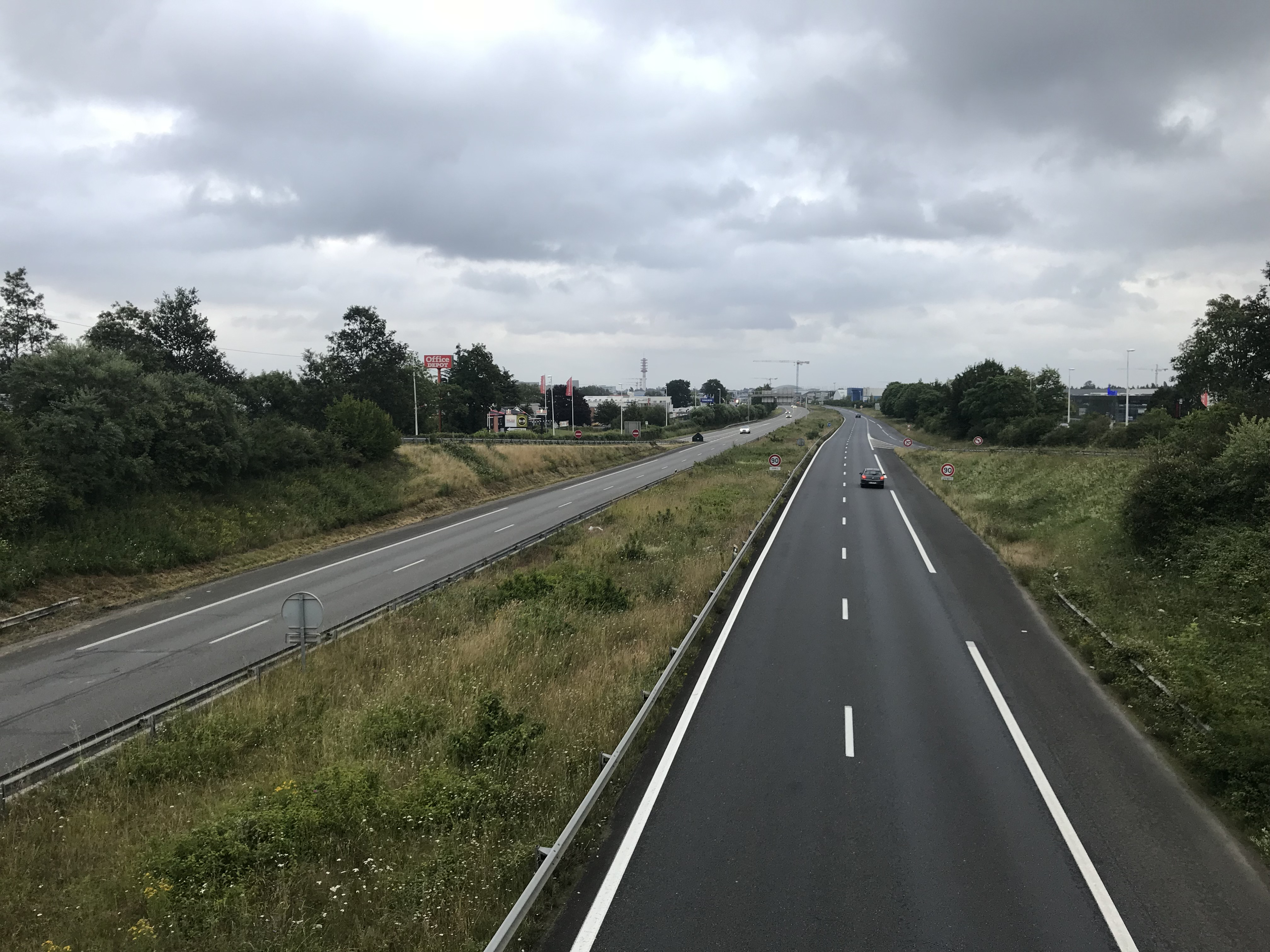
圣埃尔布兰境内的N444线

### 公路
南特环城公路西段（N844线）和西部入城连接线（N444线）在圣埃尔布兰交汇，另有大西洋卢瓦尔省省道D17线、D75线和D417线经过圣埃尔布兰境内。卢瓦尔河地区大区下属的城际客运提供巴士线路，可前往周边部分市镇。
| 37-雷恩门 | 10 |

| 南特 | 9 |

| 萨沃奈 | 35 |

| 库埃龙 | 72 |

2018年，77.2%的圣埃尔布兰家庭拥有至少一辆私人汽车。2019年，圣埃尔布兰境内共发生各类交通事故58起，造成5人遇难，68人受伤。

### 铁路
图尔－圣纳泽尔铁路途径圣埃尔布兰境内并设有下安德尔-圣埃尔布兰站。该站停靠往返于南特和圣纳泽尔一线的区域列车。

### 航空
距离圣埃尔布兰最近的民用航空站为南特机场，距离圣埃尔布兰市中心的公路里程约10公里。

### 城市公共交通
圣埃尔布兰是南特城市公共交通（商业名称为“Tan”）的服务范围，南特有轨电车1号线、3号线、C3线、C6线、C20路、23路、59路、71路、81路、89路、91路和93路经过圣埃尔布兰境内并设有站点。

## 政治

### 市政内阁

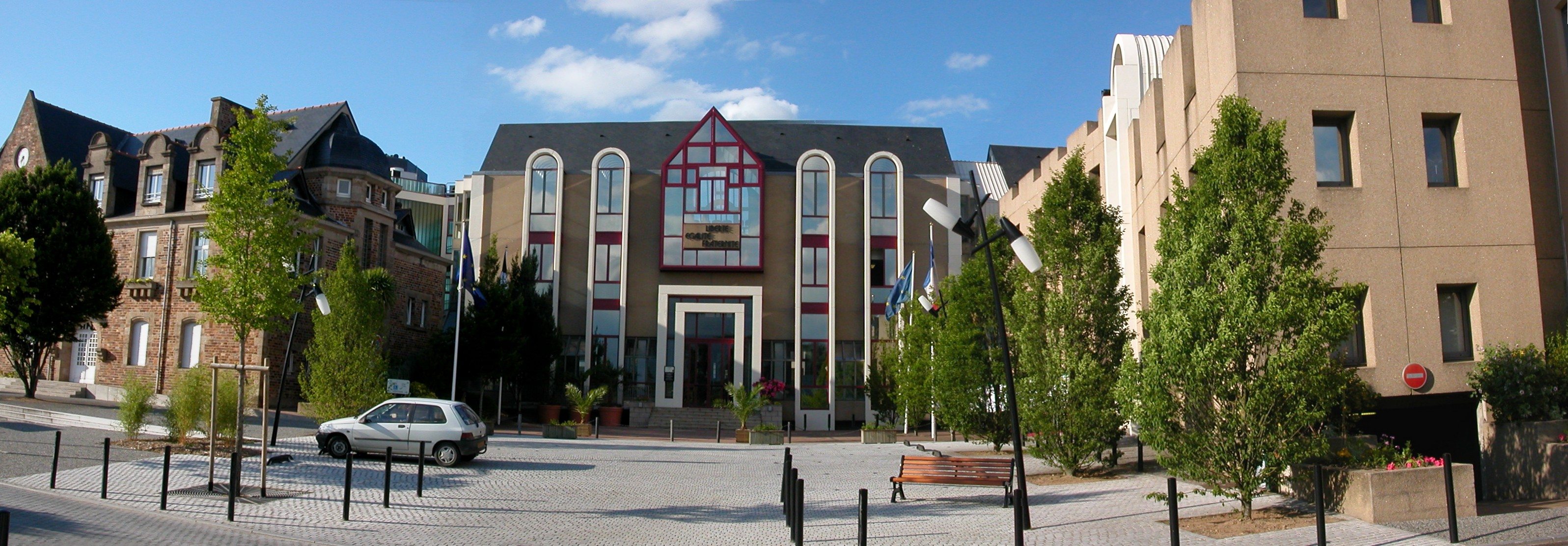
圣埃尔布兰市政厅

圣埃尔布兰的现任市长为贝特朗·阿菲莱先生（Bertrand AFFILÉ），他是社会党的一名成员，在2020年的市政选举中获得了43.18%的支持率。
| 圣埃尔布兰历届市长 | 圣埃尔布兰历届市长              | 圣埃尔布兰历届市长 |
| 任期               | 市长                            | 党派               |
| ------------------ | ------------------------------- | ------------------ |
| 1944年－1959年     | Alfred CORLAY 阿尔弗雷德·科尔莱 | 不详               |
| 1959年－1977年     | Michel CHAUTY 米歇尔·肖蒂       | RPR保衛共和聯盟    |
| 1977年－1989年     | Jean-Marc AYRAULT 让-马克·艾罗  | PS社会党           |
| 1989年－2014年     | Charles GAUTIER 夏尔·戈捷       | PS社会党           |
| 2014年－           | Bertrand AFFILÉ 贝特朗·阿菲莱   | PS社会党           |

### 各级选举
| 圣埃尔布兰历届投票选举结果 | 圣埃尔布兰历届投票选举结果 | 圣埃尔布兰历届投票选举结果 | 圣埃尔布兰历届投票选举结果 | 圣埃尔布兰历届投票选举结果  | 圣埃尔布兰历届投票选举结果 | 圣埃尔布兰历届投票选举结果 | 圣埃尔布兰历届投票选举结果  | 圣埃尔布兰历届投票选举结果 | 圣埃尔布兰历届投票选举结果 |
| 选举项目                   | 选举范围                   | 选区单位                   | 选区单位内的选举结果       | 选区单位内的选举结果        | 选区单位内的选举结果       | 选区单位内的选举结果       | 选区单位内的选举结果        | 选区单位内的选举结果       | 参考资料                   |
| 选举项目                   | 选举范围                   | 选区单位                   | 第一轮胜出者               | 第一轮胜出者                | 支持率                     | 第二轮胜出者               | 第二轮胜出者                | 支持率                     | 参考资料                   |
| -------------------------- | -------------------------- | -------------------------- | -------------------------- | --------------------------- | -------------------------- | -------------------------- | --------------------------- | -------------------------- | -------------------------- |
| 2017年法國總統選舉         | 法國                       | 市镇                       |                            | 埃马纽埃尔·马克龙           | 31.26%                     |                            | 埃马纽埃尔·马克龙           | 81.64%                     | [ 25 ]                     |
| 2017年法国立法选举         | 大西洋卢瓦尔省第三选区     | 市镇                       |                            | 安娜-弗朗斯·布吕内          | 40.24%                     |                            | 安娜-弗朗斯·布吕内          | 57.99%                     | [ 25 ]                     |
| 2019年欧洲议会选举         | 法國                       | 市镇                       |                            | 纳塔莉·卢瓦索               | 25.01%                     | （不适用）                 | （不适用）                  | （不适用）                 | [ 27 ]                     |
| 2021年法国省级选举         | 大西洋卢瓦尔省             | 第一县                     |                            | 埃尔韦·科鲁热 卡萝尔·格勒洛 | 29.25%                     |                            | 埃尔韦·科鲁热 卡萝尔·格勒洛 | 54.1%                      | [ 28 ]                     |
| 2021年法国省级选举         | 大西洋卢瓦尔省             | 市镇 （第一县部分）        |                            | 埃尔韦·科鲁热 卡萝尔·格勒洛 | 25.5%                      |                            | 埃尔韦·科鲁热 卡萝尔·格勒洛 | 52.1%                      | [ 28 ]                     |
| 2021年法国省级选举         | 大西洋卢瓦尔省             | 第二县                     |                            | 洛朗·迪博斯特 法丽达·雷布赫 | 38.69%                     |                            | 洛朗·迪博斯特 法丽达·雷布赫 | 51.5%                      | [ 28 ]                     |
| 2021年法国省级选举         | 大西洋卢瓦尔省             | 市镇 （第二县部分）        |                            | 洛朗·迪博斯特 法丽达·雷布赫 | 46.9%                      |                            | 洛朗·迪博斯特 法丽达·雷布赫 | 60.74%                     | [ 28 ]                     |
| 2021年法国大区选举         |                            | 市镇                       |                            | 纪尧姆·加罗                 | 25.92%                     |                            | 马蒂厄·奥尔弗兰             | 52.41%                     | [ 29 ]                     |
| 2022年法国总统选举         | 法國                       | 市镇                       |                            | 埃马纽埃尔·马克龙           | 30.93%                     |                            | 埃马纽埃尔·马克龙           | 75.02%                     | [ 25 ]                     |
| 2022年法国立法选举         | 大西洋卢瓦尔省第三选区     | 市镇                       |                            | 塞戈莱娜·阿米奥             | 41.7%                      |                            | 塞戈莱娜·阿米奥             | 54.54%                     | [ 25 ]                     |

## 人口
2020年，圣埃尔布兰市镇人口数量为49,067，在法国排名第136位。其中男性23,419人，女性25,648人，75岁及以上人口占8%，外籍人口数量为4,503人，人口密度为1,634人/平方公里，当地居民被称为（男性）或（女性）。2021年，圣埃尔布兰境内出生705人，死亡人口431人。
| 圣埃尔布兰1901年－2020年人口变化情况 |
|                                      |
| 数据来源：Cassini、INSEE             |

## 经济
圣埃尔布兰是南特的一个近郊卫星城。截止2022年7月，圣埃尔布兰市镇范围内共有各类用人单位（包含自雇）8,103家，平均历史为12年，其中92.91%为中小型企业（PME），2022年5月至7月间，当地的经济活力指数为0.77%。（易爆器械）、（保险）及（心理科学研究）是当地2021年营业额最高的三个企业，分别为3,256,586,701欧元、206,514,635欧元和143,835,618欧元。

## 财政与居民收入
2020年，圣埃尔布兰的财政收入总额为77,006,800欧元，财政支出总额为64,317,000欧元，当年的债务总额为12,819,700欧元。2021年，圣埃尔布兰共获得4,804,223欧元的国家财政补助，比上一年减少了2.74%。
2019年，圣埃尔布兰的人均月收入总额为2,234欧元，其中高级职员为3,324欧元，低于法国平均水平（4,230欧元）；中级职员为2,255欧元，低于法国平均水平（2,411欧元）；普通职员为1,741欧元，高于法国平均水平（1,740欧元）。
2018年，圣埃尔布兰境内的青壮年（15至64岁）失业率为13.5%，当地52.1%的家庭拥有纳税资格，平均纳税2,503欧元，低于法国平均水平（3,910欧元）。

## 社会事务

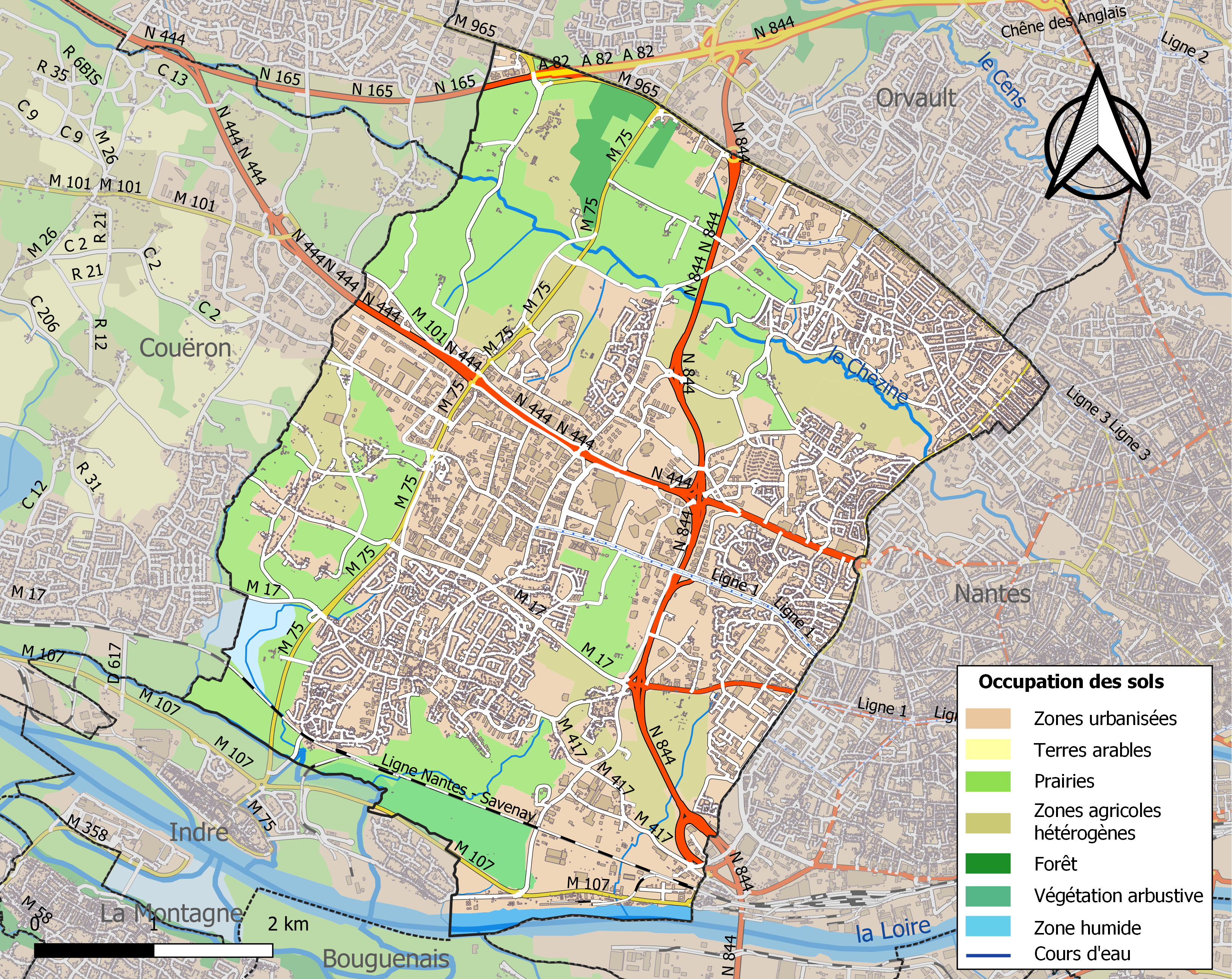
圣埃尔布兰土地利用情况地图

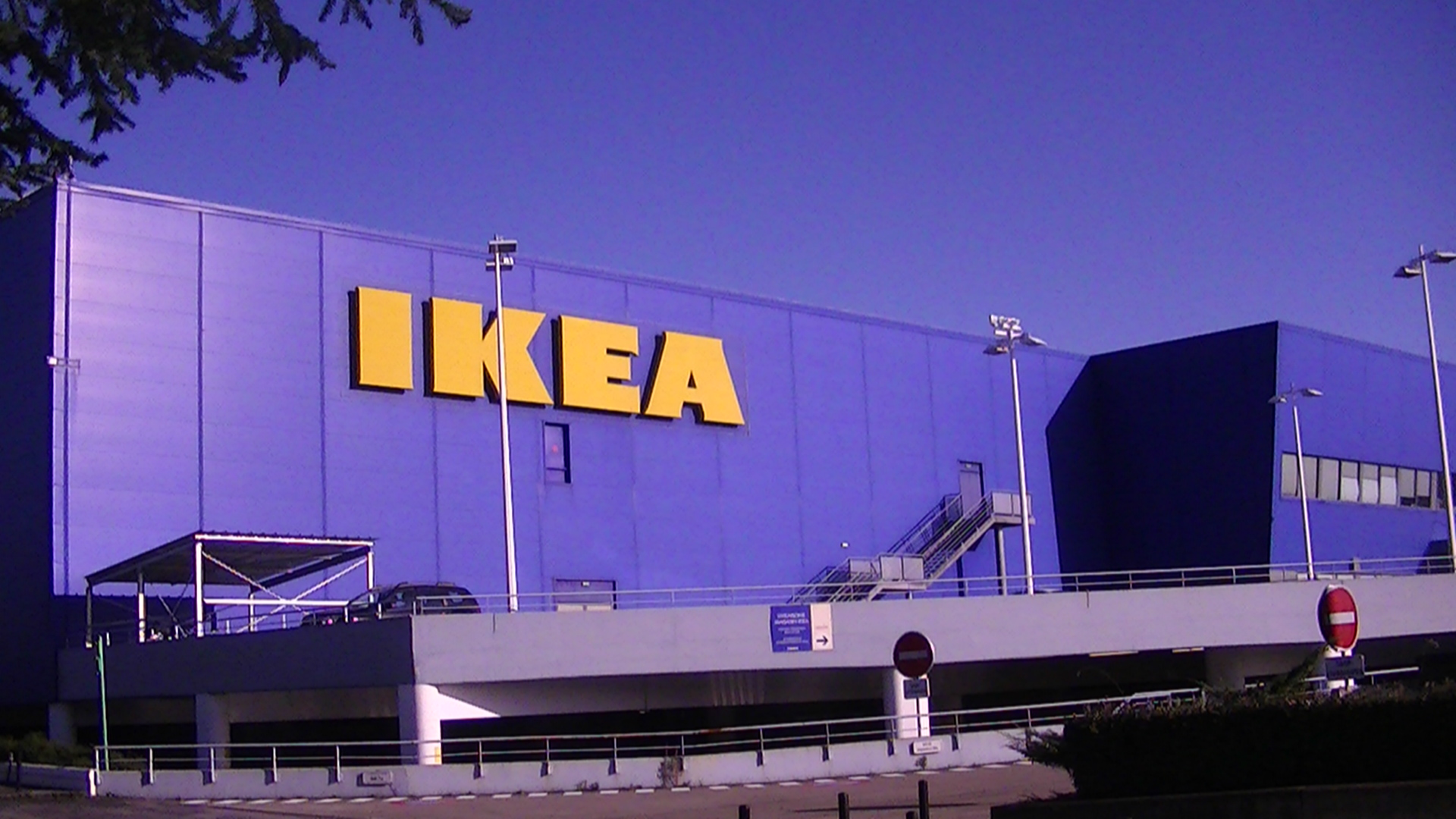
位于圣埃尔布兰境内的宜家南特商场

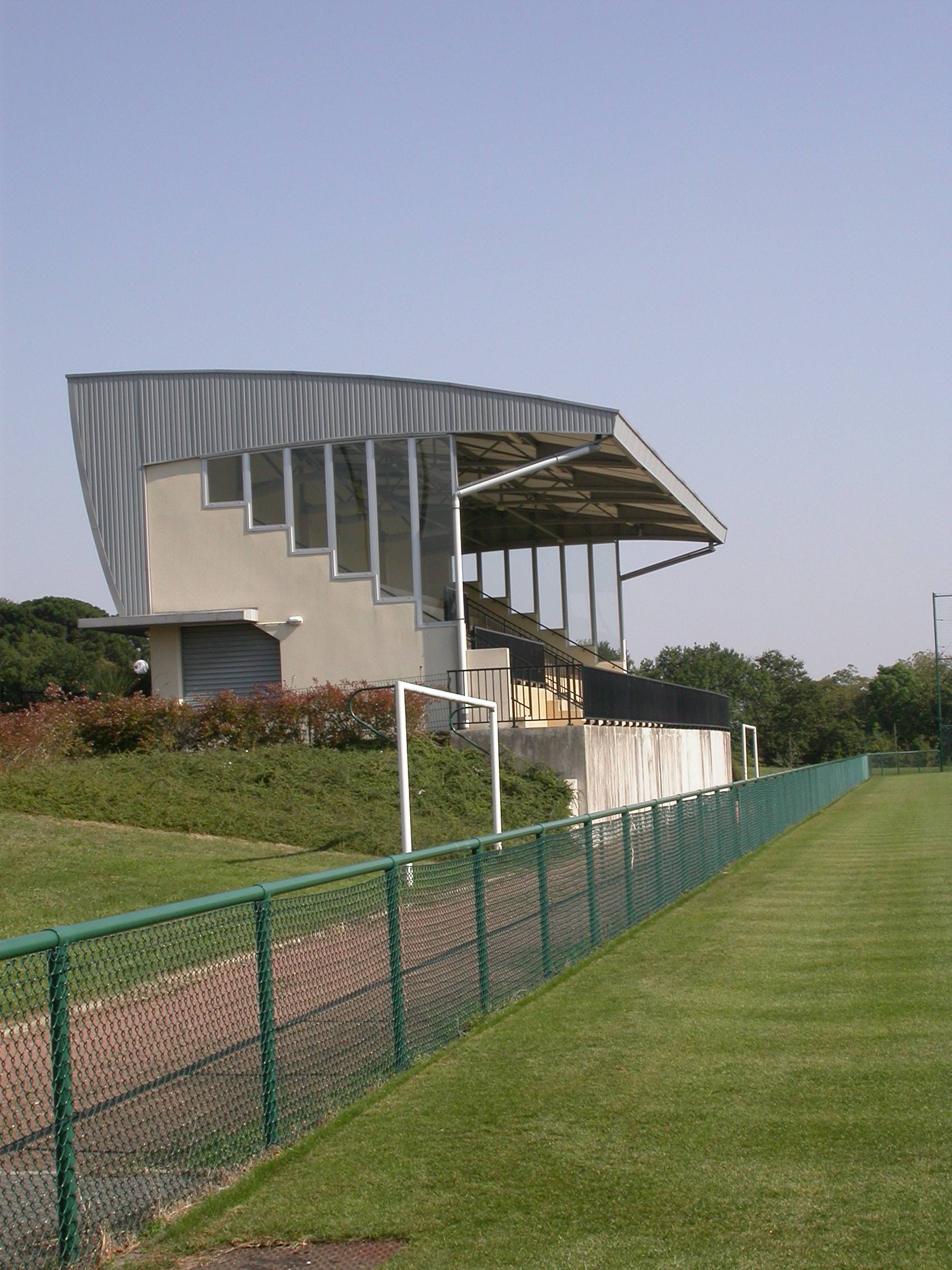
谢济讷河谷球场看台

### 教育
圣埃尔布兰属于南特学区。截止2020年1月1日，圣埃尔布兰境内共有7所幼儿园、19所小学、7所初级中学、1所普通高中、1所农业高中和2所职业高中。2018至2019学年度，圣埃尔布兰境内共有在校中等教育阶段学生3,548名。

### 医疗
截止2020年1月1日，圣埃尔布兰境内共有全科医生57名、保健师82名、牙医27名、护士17名、耳科医生11名、眼科医生31名、皮肤科医生2名、助产士10名、儿科医生5名和妇科医生20名。境内共有药房16家、养老院4家、残疾人帮扶中心10家。
圣埃尔布兰是南特大学中心医院的服务范围，后者是法国的一个区域性医疗机构以及大学教学医院，其下属的纪尧姆和勒内·雷奈克医院位于圣埃尔布兰市区，设有床位477个，是其市镇范围内规模最大的公立综合性医院。除此之外，圣埃尔布兰境内还有“大西洋健康”（Santé Atlantique）私立医院，后者在《观点》杂志2021年推出的法国私立医院排行榜中排名第二位。

### 住房
2018年，圣埃尔布兰境内共有各类住房23,447套，其中37.3%为独立式居民区，60.2%为集中式居民区。常住房屋占圣埃尔布兰市镇范围内居民建筑总量的92.1%。
在住房保障政策方面，2020年，圣埃尔布兰境内共有5,546户家庭获得了住房经济补助，受益人数占总人口数量的12.0%，其中5,294份为房租补助。

### 商业
2019年，圣埃尔布兰境内共有各类实体商铺1,330家，其中餐厅195家、大型超市15家、杂货店4家、面包房23家、肉铺7家、书店6家、装饰品店3家、银行门店35家、美容美发店43家、汽车维修店80家。市区北部建有亚特兰蒂斯商业中心，后者为一处大型开放式商业街区，汇集有E.Leclerc、H&M、BUT、汉堡王、星巴克、宜家、迪卡侬等各类商业及餐饮机构。

### 体育
2020年，圣埃尔布兰境内共有2家游泳池、10间体育馆、5座综合体育场、24处网球场、2处马术场、14处足球或橄榄球场、11处篮球或排球场以及1处高尔夫球场。
截至2023年11月，圣埃尔布兰境内共有七家注册足球俱乐部。圣埃尔布兰奥林匹克俱乐部（Saint Herblain Olympic Club，编号521399）是当地的代表性足球队，其主队2023至2024赛季参加大西洋卢瓦尔省足球联赛甲组（法国第九级别），其主场为谢济讷河谷球场（Stade du Val de Chézine）。

### 环境
圣埃尔布兰的环境事务由其所属的南特都会区联合各级政府协调负责。2019年，圣埃尔布兰境内共有10家污染企业。

### 治安
2019年，圣埃尔布兰市镇范围内共有1处派出所。
圣埃尔布兰及其附近的共5个市镇是南特警区（zone police de Nantes）的管辖范围。2020年，该警区累计记录各类案件35,708起，其中盗窃类案件23,867起，经济类案件3,001起，毒品交易类案件1,057起。

## 文化
2020年，圣埃尔布兰境内共有1家剧场、3家电影院和1家音乐厅。圣埃尔布兰境内共有九处图书馆或文化中心。

### 建筑
圣埃尔布兰境内有多处历史建筑，其中法国国家文物保护单位包括圣埃尔默朗教堂、拉帕克莱庄园等，ONYX剧场以及布列塔尼谷大厦则是当地的地标性建筑物。

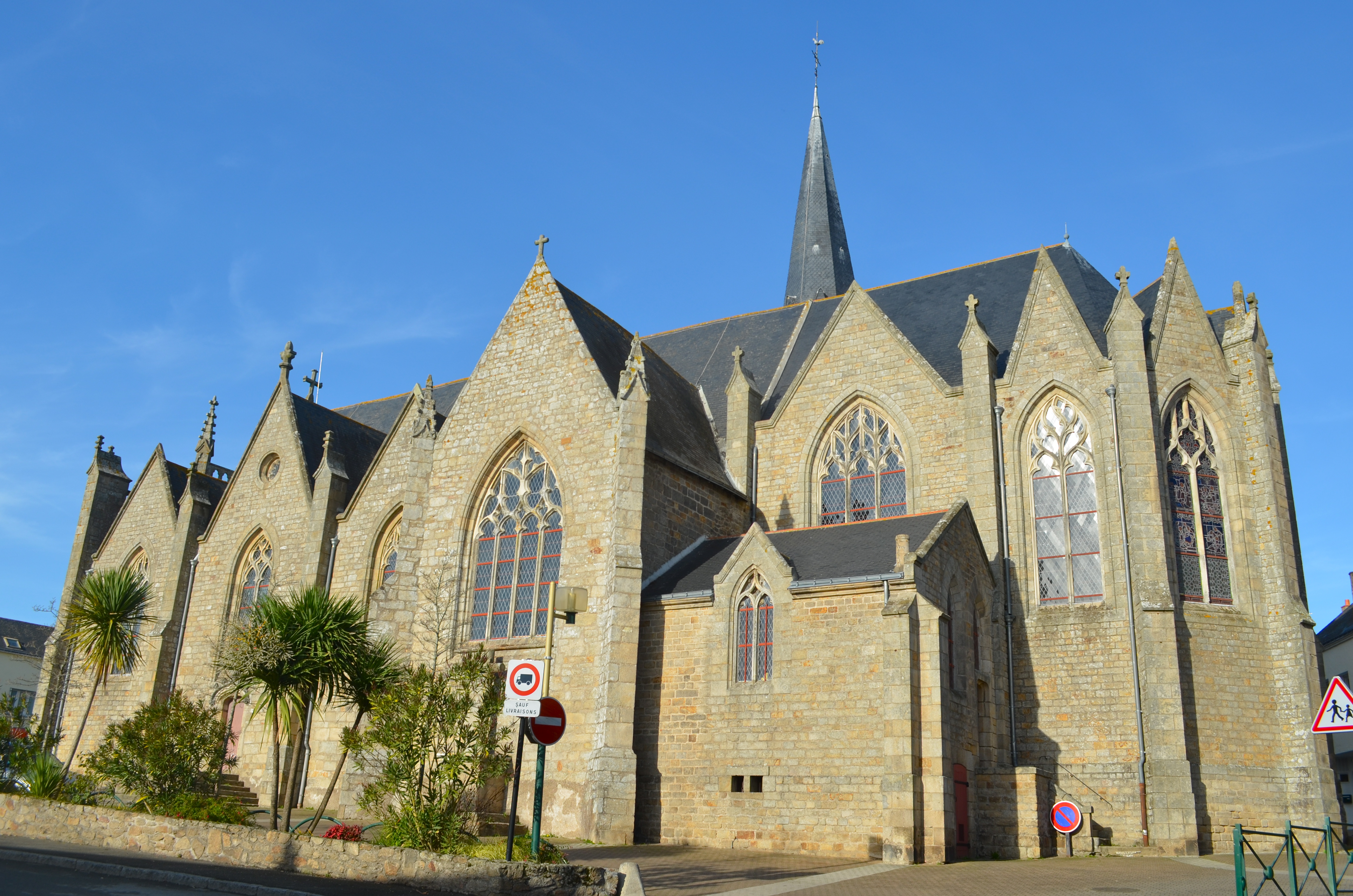
圣埃尔默朗教堂（法语：Église Saint-Hermeland de Saint-Herblain）
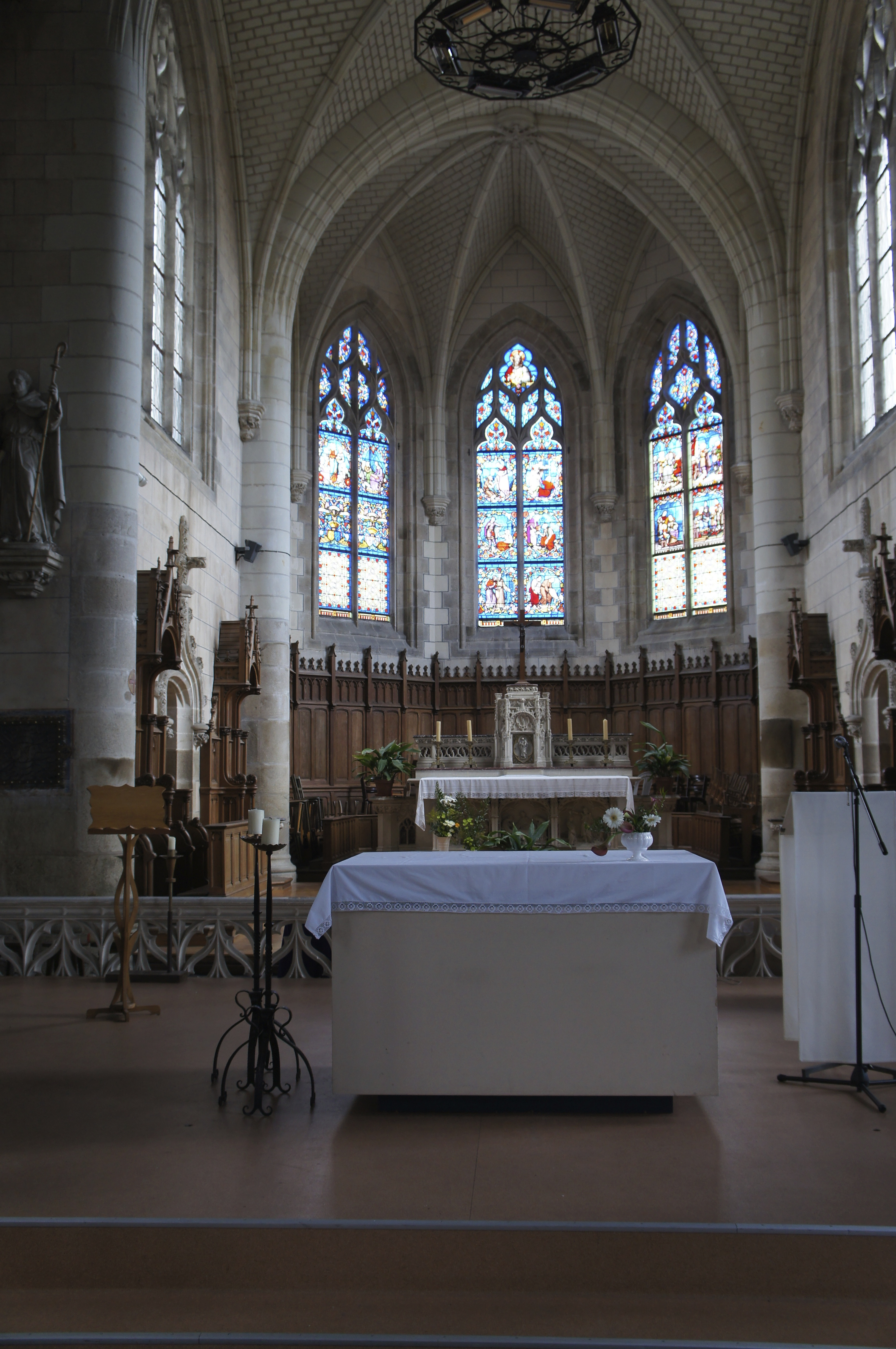
教堂大厅
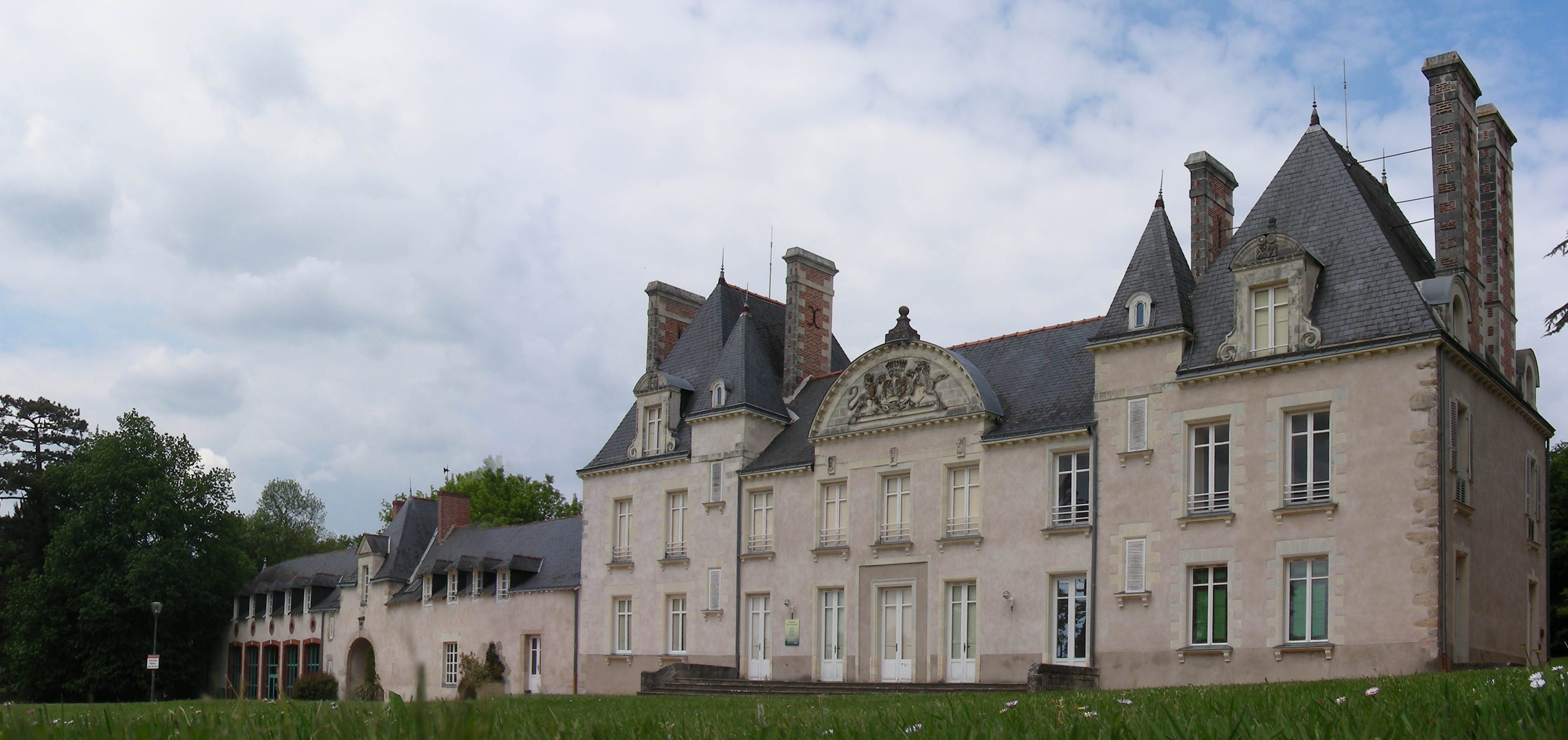
古尔讷里城堡
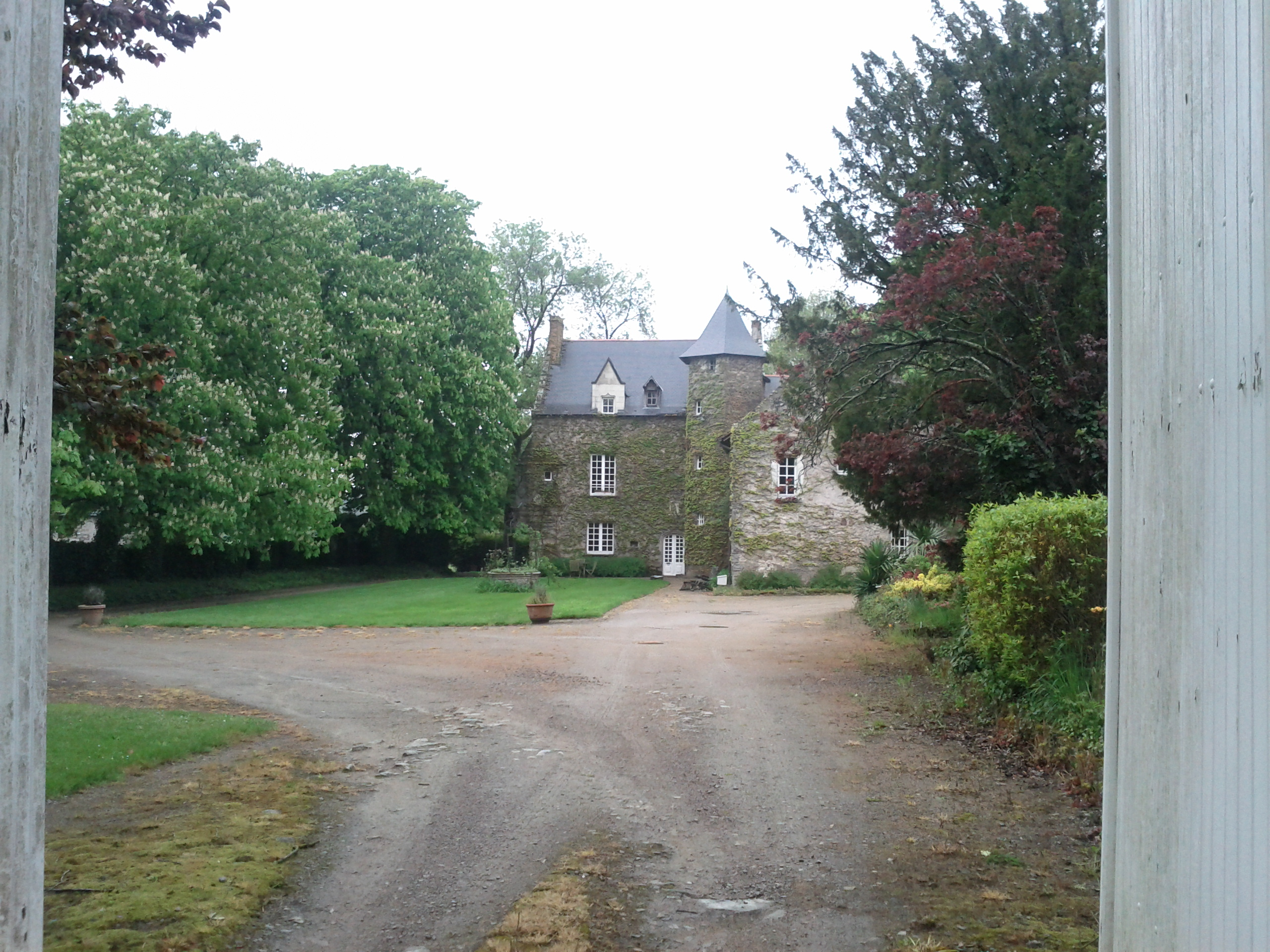
拉帕克莱庄园（法语：Manoir de la Paclais）
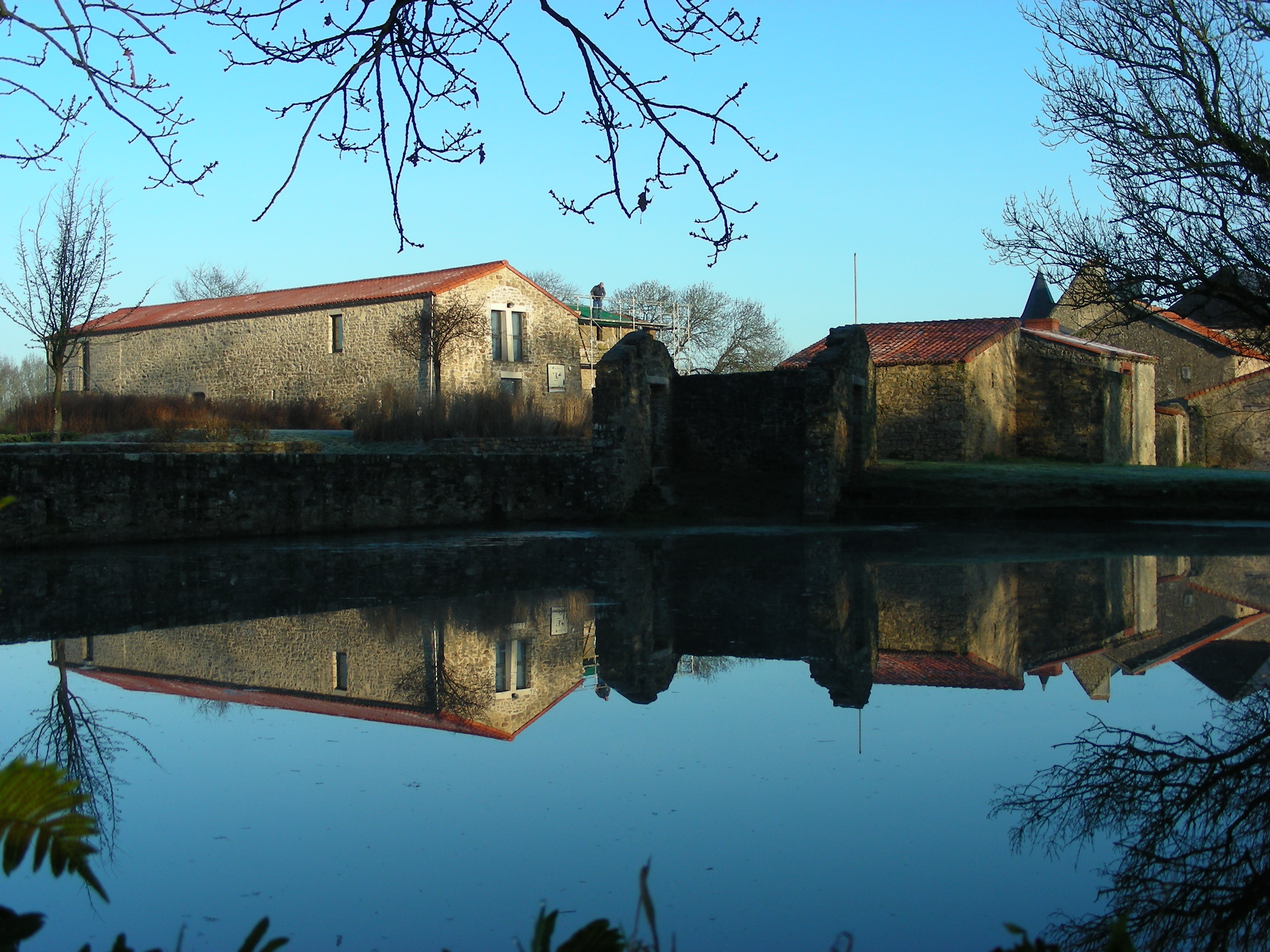
贝格赖西耶尔庄园
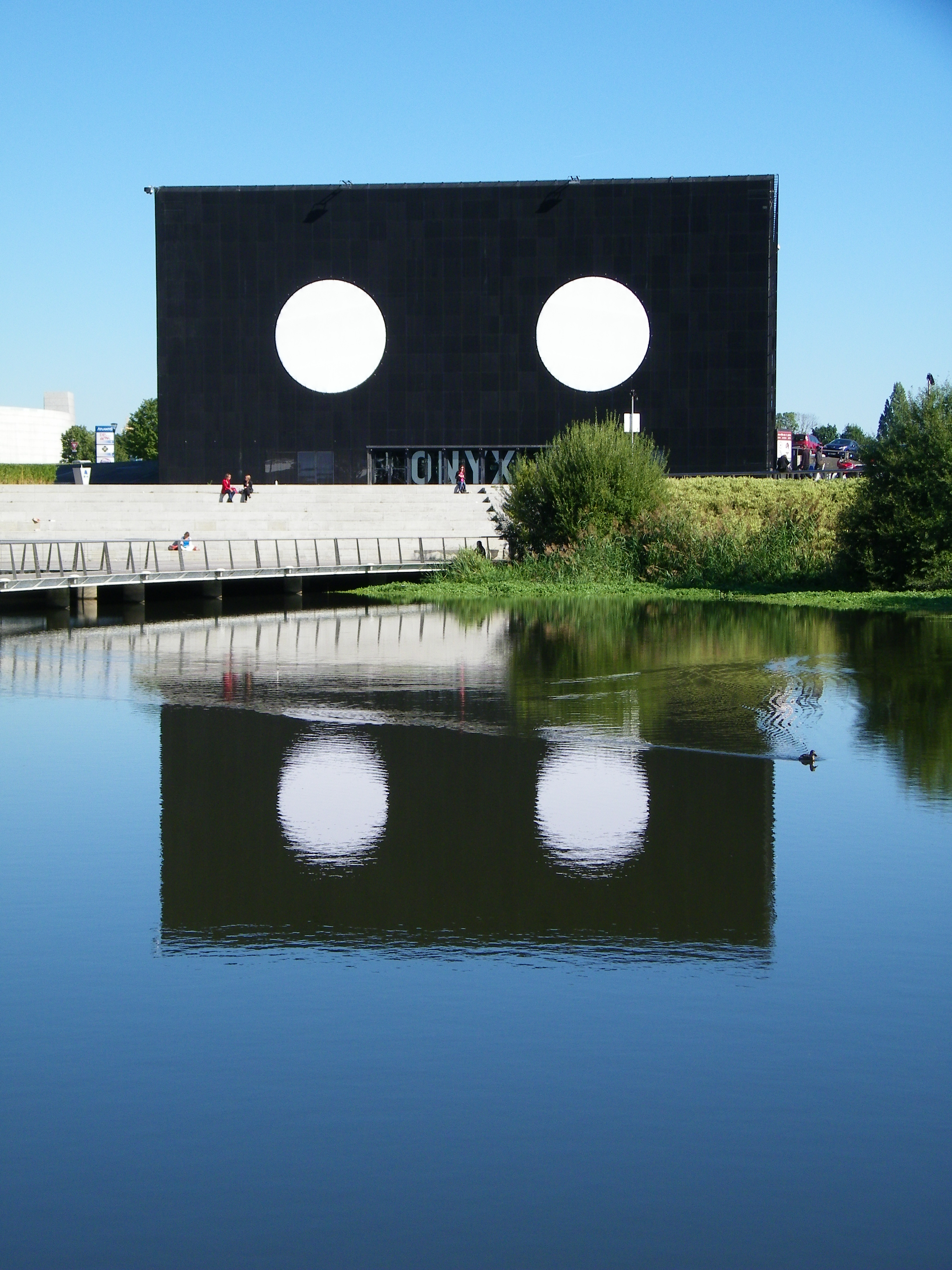
ONYX剧场（法语：Théâtre ONYX）
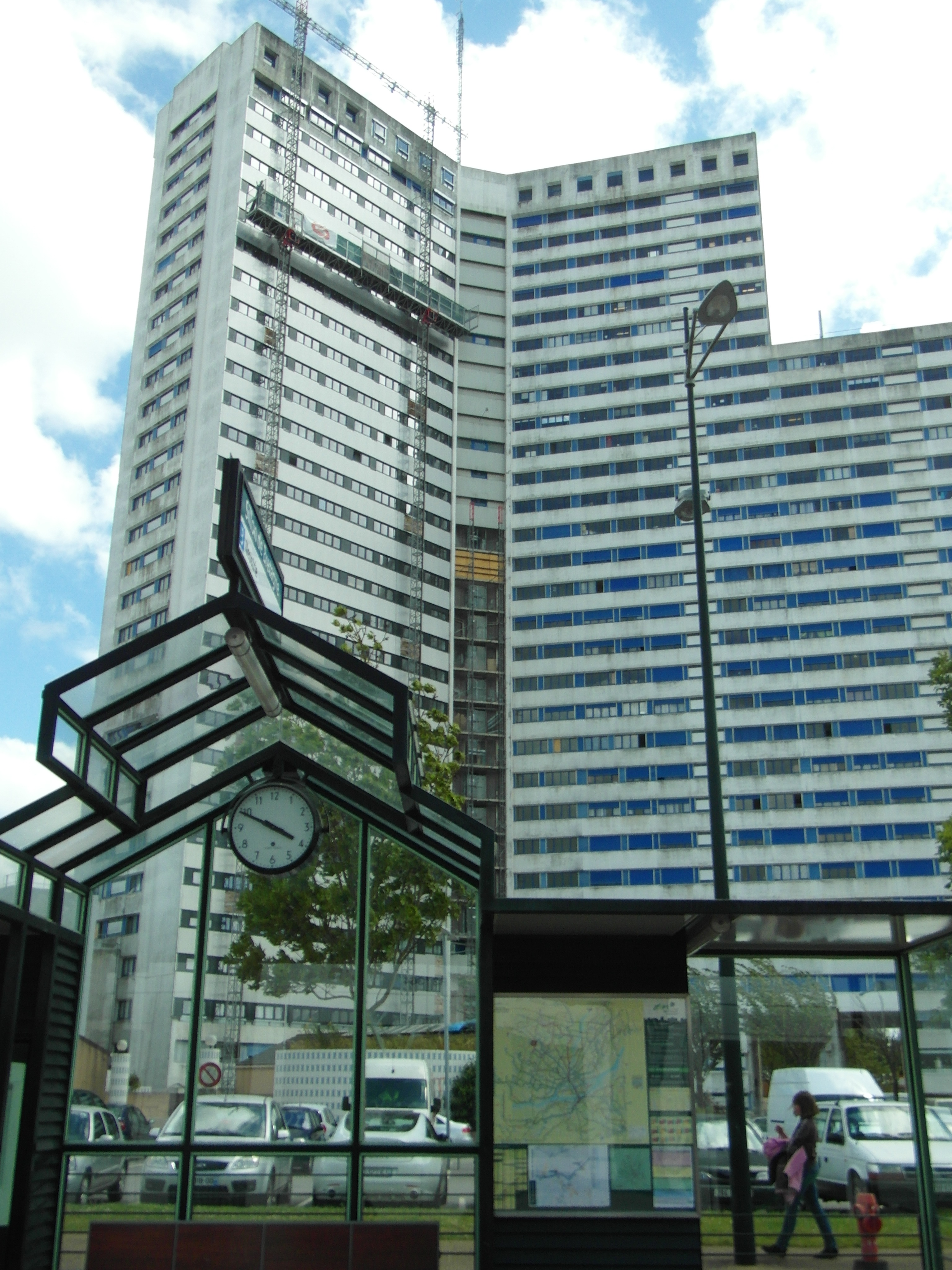
布列塔尼谷大厦（法语：Sillon de Bretagne (immeuble)）

### 旅游
圣埃尔布兰的旅游事务由其所属的南特都会区负责。2021年，圣埃尔布兰境内共有13家酒店共计810间房间。

### 媒体
法国主要的媒体均可在圣埃尔布兰接收，法国电视三台下属的卢瓦尔河地区大区频道在部分时段播出圣埃尔布兰所属区域的地方新闻。《大洋报》（隶属于《法国西部报》）、蓝色法兰西卢瓦尔大洋广播、云雀广播、南特电视台等是当地主要的地方性媒体。

## 相关人物
法国女子短跑运动员劳拉·瓦莱特出生于圣埃尔布兰。

## 友好城市
截至2022年7月，圣埃尔布兰共与五座城市互为友好城市关系：
- 德国 圣英贝特
- 爱尔兰 沃特福德
- 西班牙 比拉德坎斯
- 塞内加尔 恩贾加尼奥（英语：Ndiaganiao）
- 保加利亚 卡贊勒克